# César Eduardo Méndez
César Eduardo Méndez Olivera (Montevideo, 29 de abril de 1959) es un exfutbolista y entrenador uruguayo.

## Biografía
Tras dar sus primeros pasos en el fútbol de su país, Méndez llegó a Guatemala y luego pasó por clubes de España y Costa Rica, donde terminaría radicando de forma permanente. Como jugador finalizó su carrera en 1992 y como entrenador ha tenido reconocimiento como asistente técnico (segundo entrenador) de Alexandre Guimarães en la selección de Costa Rica en el Mundial Corea y Japón 2002 y el Mundial Alemania 2006, así como también en los clubes Club Sport Cartaginés de Costa Rica, Club Deportivo Irapuato y Dorados de Sinaloa de México, además de la selección de Panamá. Actualmente fue contratado como entrenador del Club Sport Herediano de Costa Rica.

## Jugador
Debutó en la Primera División uruguaya con el Huracán Buceo en 1976 y luego pasó por Centro Atlético Fénix y Rampla Juniors. Después se dio su llegada al Deportivo Suchitepéquez, equipo con el cual se consagró campeón en 1983 de la mano del entrenador Julio César Cortés, marcando un hito en la historia del fútbol guatemalteco. En ese año, fue el máximo goleador del equipo junto con el también uruguayo José Luis González. En 1984 pasa a Juventud Retalteca, donde se corona campeón de Copa. Para 1986, tuvo un breve paso por España, mientras más tarde en ese mismo año vuelve a Guatemala para consagrarse campeón con el Club Social y Deportivo Municipal, equipo que llevaba una década sin festejar un título nacional, de la mano del entrenador Miguel Ángel Brindisi. Emisarios del fútbol español presenciaron la final de ese campeonato contra Aurora FC, en la que Méndez anotó un gol en la definición por penales. Semanas más tarde, se iría traspasado al Racing de Santander, donde permanecería una temporada. En España, también tuvo etapas en CD Logroñés y Fútbol Club Cartagena. Posteriormente pasa al Club Sport Herediano de Costa Rica, luego llega al Club Social y Deportivo Comunicaciones de Guatemala y volvería a Costa Rica para jugar con Guanacasteca, en estas últimas dos ocasiones junto al técnico Julio César Cortés. En 1992 llegó a Turrialba, equipo con el que se retiró del fútbol profesional a causa de una lesión de rodilla. En 1988 y 1989, con las Eliminatorias mundialistas en todo su apogeo, se especuló con la posibilidad de ser nacionalizado costarricense para ser llamado por el seleccionador Gustavo De Simone.

## Director técnico
Tras su retiro como futbolista profesional, fue entrenador de Club Atlético Rentistas de Uruguay, Club Social y Deportivo Municipal de Guatemala y Guanacasteca de Costa Rica, antes de convertirse en asistente técnico de la selección de fútbol de Costa Rica junto al entrenador Alexandre Guimarães.

### Éxitos como segundo de Alexandre Guimaraes
Junto con la selección de Costa Rica, clasificó a la Copa Mundial de Fútbol de 2002 alcanzando 23 puntos (récord en el área) y derrotando a la selección de fútbol de México en el Estadio Azteca. Además, Costa Rica llegó a cuartos de final en la Copa América de Colombia 2001 y llegó a su única final en la Copa de Oro en el año 2002, perdiendo con Estados Unidos 0-2.
En el Mundial de Japón-Corea 2002, Costa Rica le ganó a China, empató con Turquía (que acabaría en el tercer puesto del mundial) y perdió con Brasil (Campeón de ese mundial), quedando eliminado en la primera ronda.
Tras la justa mundialista, Méndez siguió junto con Guimaraes en etapas con Club Sport Cartaginés, Club Deportivo Irapuato y Dorados de Sinaloa de México, antes de reasumir en la selección de Costa Rica en 2005, para lograr una nueva clasificación para el Mundial de Alemania 2006, con resultados negativos en sus tres juegos, 4:2 ante Alemania, 3:0 ante Ecuador y 2:1 contra Polonia.
A finales de 2006, llega junto a Guimaraes a la selección de fútbol de Panamá, con la cual debuta con muy buen suceso en la Copa UNCAF 2007 de El Salvador, finalizando en 2.º lugar, sólo detrás del campeón Costa Rica.

### Proceso de jóvenes y protagonismo con el Marquense de Guatemala
Tras su salida de Panamá, Méndez se separa de Guimaraes y asume como entrenador del Deportivo Marquense de Guatemala, quedando en un 5.º lugar en su primer torneo. En el siguiente torneo finalizó en el 3.er lugar de la tabla general, cayendo en la fase final a manos de CSD Comunicaciones. En el siguiente certamen, Marquense finalizó segundo, clasificando directamente a semifinales y cayendo ante Comunicaciones una vez más en la antesala de la serie por el título.

### Varias fases finales y éxito con el Santos en Costa Rica
Después de tres años trabajando en Guatemala, Méndez regresa a Costa Rica para dirigir al Santos de Guápiles, con un buen arranque en el Torneo de Verano 2012 pese a tener que armar un plantel prácticamente nuevo. En menos de seis meses, llevó al equipo al segundo lugar en la fase de clasificación (empatado en puntos con Pérez Zeledón) y llegó a la pelea por el título. En semifinales eliminó a Saprissa y en la final sucumbió a manos de Club Sport Herediano para alcanzar el segundo subcampeonato en la historia del club. El 15 de junio del 2012 fue galardonado por la UNAFUT como el mejor Director Técnico del Torneo Verano 2012.

### Paso por Herediano y extraña salida
En 2014 tomó las riendas del Club Sport Herediano en la recta final de torneo alcanzando las semifinales y comenzando una renovación de plantel muy necesaria después de problemas internos en el equipo. Para la siguiente temporada, Méndez llevó a Herediano a una goleada 4-0 sobre Metapán de El Salvador y un empate 1-1 como visitante ante León de México en la Concacaf Liga de Campeones para encaminar la clasificación a los cuartos de final, antes de ser cesado de su cargo de forma extraña para ser reemplazado de manera llamativa por el gerente deportivo del club Jafet Soto, quien tomó el equipo ya con el pase encaminado en Concacaf y el plantel depurado sin las figuras problemáticas de campeonatos anteriores.

### Segundo paso exitoso por el Santos de Guápiles
Meses más tarde, Méndez retorna al Santos de Guápiles y con la salida de los inversores mexicanos queda con un plantel limitado y sufre la pérdida del goleador Cristian Lagos. Sin embargo, el equipo santista vuelve a ser protagonista del campeonato costarricense y finaliza el Torneo de Verano 2015 en el segundo puesto, por encima de Herediano y Alajuelense. Méndez quedó en el segundo lugar de las votaciones como Mejor Entrenador de la Temporada, premio que ganó Óscar Ramírez, actual técnico de la selección de Costa Rica, quien afirmó haber dado su voto a Méndez. La contratación de Víctor Badilla como gerente del club hizo que Méndez anunciara su salida por "diferencia de criterios" con la dirigencia después de otra histórica campaña con el Santos.

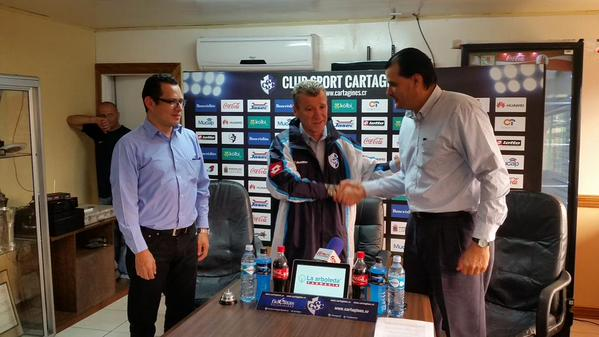
Méndez presentado como nuevo técnico de Cartaginés en Costa Rica.

### Conquista del torneo de Copa y mejoría del Cartaginés
Tras su salida de Santos, Méndez se mantiene como uno de los técnicos cotizados del medio centroamericano y tras varios rumores de negociaciones con el Real España de Honduras y otros equipos de la región, finalmente llega a la dirección técnica del Club Sport Cartaginés, decano del fútbol tico y que pasaba por una importante crisis de resultados, deambulando en las últimas posiciones del campeonato bajo el mando del entrenador Claudio Cicia. Desde la contratación de Méndez, Cartaginés dio un giro y mostró una clara mejoría en su nivel luchando por la clasificación a semifinales del Torneo de Verano 2015 y de paso obtuvo el título de Copa de Costa Rica al vencer en la tanda de penales al favorito Herediano en una vibrante final en el Estadio Nacional luego de empatar 1-1 en el tiempo regular.

### Otros clubes en Centroamérica
En los años siguientes, Méndez estuvo al frente de otros equipos centroamericanos como Municipal Santa Ana y ADR Jicaral de Costa Rica, Sporting San Miguelito de Panamá y Suchitepéquez de Guatemala.
En marzo de 2023, Méndez fue confirmado como nuevo entrenador de Cobán Imperial, actual campeón del fútbol guatemalteco.

## Trayectoria

### Como jugador
| Club                  | País       | Año       |
| --------------------- | ---------- | --------- |
| Huracán Buceo         | Uruguay    | 1977-1978 |
| Centro Atlético Fénix | Uruguay    | 1979-1980 |
| Rampla Juniors        | Uruguay    | 1981-1982 |
| CSD Suchitepéquez     | Guatemala  | 1983      |
| CD Logroñés           | España     | 1984      |
| Juventud Retalteca    | Guatemala  | 1985-1986 |
| CSD Municipal         | Guatemala  | 1987      |
| RRC Santander         | España     | 1988      |
| Herediano             | Costa Rica | 1988-1989 |
| CSD Comunicaciones    | Guatemala  | 1990      |
| Guanacasteca          | Costa Rica | 1990-1991 |
| Turrialba             | Costa Rica | 1992      |

### Como asistente
| Club                    | País       | Año       | Asistente de        |
| ----------------------- | ---------- | --------- | ------------------- |
| Herediano               | Costa Rica | 2000      | Carlos Linaris      |
| Selección de Costa Rica | Costa Rica | 2001-2002 | Alexandre Guimaraes |
| Irapuato                | México     | 2003      | Alexandre Guimaraes |
| Dorados de Sinaloa      | México     | 2004      | Alexandre Guimaraes |
| Selección de Costa Rica | Costa Rica | 2005-2006 | Alexandre Guimaraes |
| Escorpiones de Belén    | Costa Rica | 2025      | Andrés Arias        |

### Como entrenador
| Club                    | País       | Año         |
| ----------------------- | ---------- | ----------- |
| Club Atlético Rentistas | Uruguay    | 1994 - 1995 |
| CSD Municipal           | Guatemala  | 1996        |
| Guanacasteca            | Costa Rica | 1997 - 1999 |
| Deportivo Marquense     | Guatemala  | 2008 - 2011 |
| Santos                  | Costa Rica | 2012 - 2013 |
| Pérez Zeledón           | Costa Rica | 2014        |
| Herediano               | Costa Rica | 2014        |
| Santos                  | Costa Rica | 2015        |
| Cartaginés              | Costa Rica | 2015 - 2016 |
| San Carlos              | Costa Rica | 2016        |
| Suchitepéquez           | Guatemala  | 2018        |
| Santa Ana               | Costa Rica | 2019        |
| Suchitepéquez           | Guatemala  | 2020        |
| Sporting SM             | Panamá     | 2020 - 2021 |
| ADR Jicaral             | Costa Rica | 2021        |
| Cobán Imperial          | Guatemala  | 2023        |

## Participaciones en Copas del Mundo

### Como asistente
| Mundial                        | Sede                | Resultado     |
| ------------------------------ | ------------------- | ------------- |
| Copa Mundial de Fútbol de 2002 | Corea del Sur Japón | Primera ronda |
| Copa Mundial de Fútbol de 2006 | Alemania            | Primera ronda |

## Títulos y reconocimientos

### Como entrenador
| Torneo                 | Equipo     | País       | Resultado     |
| ---------------------- | ---------- | ---------- | ------------- |
| Torneo de Copa 2015    | Cartaginés | Costa Rica | Campeón       |
| Campeonato Verano 2012 | Santos     | Costa Rica | Subcampeón    |
| Campeonato Verano 2015 | Santos     | Costa Rica | Semifinalista |
| Apertura 2010          | Marquense  | Guatemala  | Semifinalista |

Otros logros :
- Premio como Mejor Entrenador de Costa Rica en 2012

### Como asistente
| Torneo            | Equipo                  | Resultado        |
| ----------------- | ----------------------- | ---------------- |
| Copa Oro 2002     | Selección de Costa Rica | Subcampeón       |
| Copa Uncaf 2007   | Selección de Panamá     | Subcampeón       |
| Copa Uncaf 2001   | Selección de Costa Rica | Subcampeón       |
| Copa América 2001 | Selección de Costa Rica | Cuartos de final |